# Thinking Plague
Thinking Plague jest progresywno-awangardową grupą rockową, założoną w 1982 roku przez gitarzystę/kompozytora Mike'a Johnsona i basistę/perkusistę Boba Drake'a. Założony w Denver w stanie Kolorado, zespół był, z okresowymi przerwami, aktywny od 1982 roku. Skład zespołu zmieniał się często na przestrzeni lat. Dorobek płytowy Thinking Plague to sześć płyt studyjnych wydanych w latach 1984-2012 oraz jedna płyta koncertowa, rejestrująca występ grupy na NEARfest w 2000 roku.
Ich muzyka to konglomerat rocka, folku, jazzu i XX-wiecznej muzyki poważnej.
Muzyka Thinking Plague była silnie inspirowana ruchem Rock in Opposition, w szczególności twórczością takich zespołów jak Henry Cow czy Art Bears.
10 lutego 2017 roku ukazał się siódmy album studyjny grupy zatytułowany "Hoping Against Hope", który został ufundowany przez fanów zespołu na Kickstarterze.

## Członkowie
Przez zespół przewinęło się kilkunastu członków. Mike Johnson jest jedynym muzykiem, który pozostał w składzie zespołu od momentu jego utworzenia. Poniższe daty wskazują okres aktywności członków w zespole.
- Mike Johnson (1982-2017) – gitary, perkusja, wokal
- Bob Drake (1982-1994) – gitara basowa, perkusja, wokal, gitara, syntetyzator, fortepian, organy, hałasy, skrzypce
- Elaine di Falco (2008-2017) - wokal, akordeon, pianino
- Robin Chestnut (2011-2017) - perkusja
- Bill Pohl (2013-2017) - gitara
- Sharon Bradford (1982-1984) – wokal, hałas, mini-syntezator casio
- Harry Fleishman (1982-1984) – fortepian, organy, wokal
- Rick Arsenault (1982-1983) – perkusja
- Mark Fuller (1983-1988) – perkusja
- Susanne Lewis (1985-1990) – wokal
- Eric Moon znany również jako Eric Jacobson (1985-1988) – keyboard
- Lawrence Haugseth (1987-1988) – klarnet, syntezator, wokal
- Mark Harris (1988-2017) – saksofon barytonowy, klarnet, flet
- Shane Hotle (1988-1998) – fortepian, syntetyzator, hałas, organy, mellotron
- Maria Moran (1988-1989) – gitara basowa, gitary
- Dave Kerman (1989-2000) – perkusja
- Dave Willey (1996-2017) – gitara basowa, akordeon
- Deborah Perry (1996-2004) – wokal
- Matt Mitchell (1999-2004) – keyboard
- David Shamrock (2001-2004) – perkusja

## Dyskografia

### Albumy
- 1984 ...A Thinking Plague (LP Endemic Music)
- 1987 Moonsongs (LP Dead Man's Curve Records)
- 1989 In This Life (CD Recommended Records)
- 1998 In Extremis (CD Cuneiform Records)
- 2003 A History of Madness (CD Cuneiform Records)
- 2004 Upon Both Your Houses (live at NEARfest 2000) (CD NEARfest Records)
- 2012 Decline and Fall (CD Cuneiform Records)
- 2017 Hoping Against Hope (CD Cuneiform Records)

### Kompilacje
- 2000 Early Plague Years (CD Cuneiform Records) – zremasterowana przez Boba Drake'a kompilacja dwóch pierwszych płyt grupy ...A Thinking Plague i Moonsongs wydanych po raz pierwszy na CD.